# Methyloranž

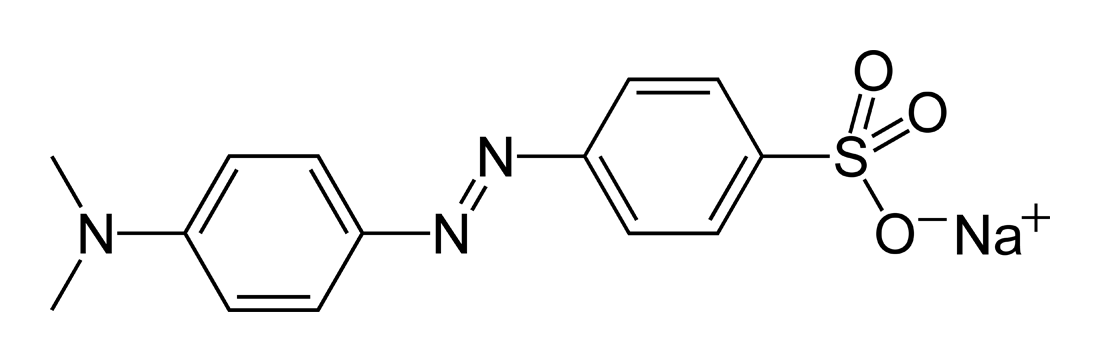
strukturní vzorec methyloranže

Methyloranž (4′-(dimethylamino)azobenzen-4-sulfonová kyselina) je azobarvivo často používané jako pH indikátor při titracích.
Methyloranž je díky jasné změně barvy často voleným indikátorem pro titrace. Protože mění barvu při pH v oblasti středních kyselin, používá se obvykle pro titraci kyselin. Na rozdíl od univerzálních indikátorů nemá methyloranž celé spektrum změny barvy, nýbrž dochází k ostřejší změně.

## Barvy indikátoru
Když se roztok stává méně kyselým, methyloranž mění svou barvu z červené na oranžovou a následně na žlutou; s rostoucí kyselostí je změna opačná. Je třeba poznamenat, že k celé této změně dochází v kyselém prostředí.

## Další indikátory
- Modifikovaná methyloranž – indikátor sestávající z roztoku methyloranže a xylencyanolu, mění barvu z šedé na zelenou při změně pH směrem k zásaditějšímu roztoku.
- Mnoho dalších běžných indikátorů je uvedeno v tabulce v článku o pH indikátorech.